# Hans Roth (Politiker, 1923)
Hans Roth (* 21. September 1923 in Offenburg; † Anfang August 2009) war ein deutscher Politiker (CDU).

## Leben
Roths wuchs in Karlsruhe auf, nahm nach dem Abitur im Württembergischen Artillerie-Regiment 25 am Zweiten Weltkrieg teil und studierte nach seiner Rückkehr aus englischer Kriegsgefangenschaft Geschichte und Literaturwissenschaft an den Universitäten Tübingen und Freiburg i. Br. Nach der Promotion absolvierte er einen Jugendleiterlehrgang des Internationalen Instituts des CVJM auf Schloss Mainau. Seine berufliche Laufbahn begann 1950 als pädagogischer Leiter des Christlichen Jugenddorfwerks auf Schloss Kaltenstein in Vaihingen an der Enz. 1954 wurde er Leiter des ersten Sozialpädagogischen Instituts im Jugenddorfwerk im Kreis Calw auf Schloss Mühlhausen. Dort war er auch Gesamtleiter der Sozialpädagogischen Institute.

## Politik
Roth gehörte von 1968 bis 1988 dem Landtag von Baden-Württemberg an und war zeitweise stellvertretender Vorsitzender der CDU-Fraktion. Er vertrat zunächst den Wahlkreis Leonberg, der die Landkreise Leonberg und Vaihingen umfasste, ab 1976 den Wahlkreis Enz und damit den Enzkreis. Ferner war er von 1973 bis 1980 Kreistagsabgeordneter und zu dieser Zeit auch Vorsitzender des Kuratoriums der Landeszentrale für politische Bildung Baden-Württemberg. Nach seiner Zeit im Landtag war er Vorsitzender der überparteilichen Europa-Union Pforzheim-Enzkreis.
Lothar Späth bezeichnete Hans Roth als „staatsmännisch und nie populistisch“. Er war verwitwet und hinterließ drei Töchter. Er wurde in Pforzheim beigesetzt.

## Auszeichnungen
- 1974: Verdienstkreuz am Bande der Bundesrepublik Deutschland
- 1978: Verdienstkreuz 1. Klasse der Bundesrepublik Deutschland[1]
- 1983: Großes Bundesverdienstkreuz
- 1990: Verdienstmedaille des Landes Baden-Württemberg
- Medaille „Zeitenwende“ zum achtzigsten Geburtstag im Oktober 2003, überreicht vom Landrat des Enzkreises Karl Röckinger[2]